# Marele Premiu al Chinei din 2019
Marele Premiu al Chinei din 2019 (cunoscut oficial ca Formula 1 Heineken Chinese Grand Prix 2019) a fost o cursă auto de Formula 1 ce s-a desfășurat pe 14 aprilie 2019 pe Circuitul Internațional Shanghai din Shanghai, China. Cursa a fost a treia etapă a Campionatului Mondial de Formula FIA din 2019, fiind pentru a șaisprezecea oară când Grand Prix-ul chinez s-a desfășurat în această țară. Aceasta a fost cursa cu numărul 1.000 a campionatului mondial de Formula 1, de la prima cursă desfășurată  în 1950 pe Circuitul Silverstone.

## Calificări
Calificările au avut loc pe 13 aprilie 2019, începând cu ora locală 14:00 (UTC+8), ora 09:00 EEST.
| Poz.                  | Nr. | Pilot              | Constructor               | Timpi calificări | Timpi calificări | Timpi calificări | Grila finală |
| Poz.                  | Nr. | Pilot              | Constructor               | Q1               | Q2               | Q3               | Grila finală |
| --------------------- | --- | ------------------ | ------------------------- | ---------------- | ---------------- | ---------------- | ------------ |
| 1                     | 77  | Valtteri Bottas    | Mercedes                  | 1:32,658         | 1:31,728         | 1:31,547         | 1            |
| 2                     | 44  | Lewis Hamilton     | Mercedes                  | 1:33,115         | 1:31,637         | 1:31,570         | 2            |
| 3                     | 5   | Sebastian Vettel   | Ferrari                   | 1:33,557         | 1:32,232         | 1:31,848         | 3            |
| 4                     | 16  | Charles Leclerc    | Ferrari                   | 1:32,712         | 1:32,324         | 1:31,865         | 4            |
| 5                     | 33  | Max Verstappen     | Red Bull Racing-Honda     | 1:33,274         | 1:32,369         | 1:32,089         | 5            |
| 6                     | 10  | Pierre Gasly       | Red Bull Racing-Honda     | 1:33,863         | 1:32,948         | 1:32,930         | 6            |
| 7                     | 3   | Daniel Ricciardo   | Renault                   | 1:33,709         | 1:33,214         | 1:32,958         | 7            |
| 8                     | 27  | Nico Hülkenberg    | Renault                   | 1:33,644         | 1:32,968         | 1:32,962         | 8            |
| 9                     | 20  | Kevin Magnussen    | Haas-Ferrari              | 1:34,036         | 1:33,150         | Fără timp        | 9            |
| 10                    | 8   | Romain Grosjean    | Haas-Ferrari              | 1:33,752         | 1:33,156         | Fără timp        | 10           |
| 11                    | 26  | Daniil Kveat       | Scuderia Toro Rosso-Honda | 1:33,783         | 1:33,236         |                  | 11           |
| 12                    | 11  | Sergio Pérez       | Racing Point-BWT Mercedes | 1:34,026         | 1:33,299         |                  | 12           |
| 13                    | 7   | Kimi Räikkönen     | Alfa Romeo Racing-Ferrari | 1:34,125         | 1:33,419         |                  | 13           |
| 14                    | 55  | Carlos Sainz Jr.   | McLaren-Renault           | 1:33,686         | 1:33,523         |                  | 14           |
| 15                    | 4   | Lando Norris       | McLaren-Renault           | 1:34,148         | 1:33,967         |                  | 15           |
| 16                    | 18  | Lance Stroll       | Racing Point-BWT Mercedes | 1:34,292         |                  |                  | 16           |
| 17                    | 63  | George Russell     | Williams-Mercedes         | 1:35,253         |                  |                  | 17           |
| 18                    | 88  | Robert Kubica      | Williams-Mercedes         | 1:35,281         |                  |                  | 18           |
| Regula 107%: 1:39,144 |     |                    |                           |                  |                  |                  |              |
| —                     | 99  | Antonio Giovinazzi | Alfa Romeo Racing-Ferrari | Fără timp        |                  |                  | 19           |
| —                     | 23  | Alexander Albon    | Scuderia Toro Rosso-Honda | Fără timp        |                  |                  | LB           |
| Sursa:                |     |                    |                           |                  |                  |                  |              |

Note
- ^1 – Antonio Giovinazzi nu a reușit să stabilească un timp în calificări, astfel că i s-a permis să concureze la discreția arbitrilor.[1]
- ^2  – Alexander Albon nu a luat parte la calificări după accidentul din cea de a treia sesiune de antrenamente și i s-a permis să concureze la discreția arbitrilor.[1] I s-a cerut să ia startul de pe linia boxelor după schimbarea spațiului de supraviețuire a mașinii.[3] A mai primit o penalizarea de cinci locuri pe grila de start pentru o schimbare neprogramată a cutiei de viteză.

## Cursa
Cursa a avut loc pe 14 aprilie 2019, începând cu ora locală 14:00 (UTC+8), ora 09:00 EEST, și a durat 56 de tururi.
| Poz.                                                                          | Nr. | Pilot              | Constructor               | Tururi | Timp/Retras | Grilă | Puncte |
| ----------------------------------------------------------------------------- | --- | ------------------ | ------------------------- | ------ | ----------- | ----- | ------ |
| 1                                                                             | 44  | Lewis Hamilton     | Mercedes                  | 56     | 1:32:06,350 | 2     | 25     |
| 2                                                                             | 77  | Valtteri Bottas    | Mercedes                  | 56     | +6,552      | 1     | 18     |
| 3                                                                             | 5   | Sebastian Vettel   | Ferrari                   | 56     | +13,774     | 3     | 15     |
| 4                                                                             | 33  | Max Verstappen     | Red Bull Racing-Honda     | 56     | +27,627     | 5     | 12     |
| 5                                                                             | 16  | Charles Leclerc    | Ferrari                   | 56     | +31,276     | 4     | 10     |
| 6                                                                             | 10  | Pierre Gasly       | Red Bull Racing-Honda     | 56     | +1:29,307   | 6     | 9      |
| 7                                                                             | 3   | Daniel Ricciardo   | Renault                   | 55     | +1 tur      | 7     | 6      |
| 8                                                                             | 11  | Sergio Pérez       | Racing Point-BWT Mercedes | 55     | +1 tur      | 12    | 4      |
| 9                                                                             | 7   | Kimi Räikkönen     | Alfa Romeo Racing-Ferrari | 55     | +1 tur      | 13    | 2      |
| 10                                                                            | 23  | Alexander Albon    | Scuderia Toro Rosso-Honda | 55     | +1 tur      | LB    | 1      |
| 11                                                                            | 8   | Romain Grosjean    | Haas-Ferrari              | 55     | +1 tur      | 10    |        |
| 12                                                                            | 18  | Lance Stroll       | Racing Point-BWT Mercedes | 55     | +1 tur      | 16    |        |
| 13                                                                            | 20  | Kevin Magnussen    | Haas-Ferrari              | 55     | +1 tur      | 9     |        |
| 14                                                                            | 55  | Carlos Sainz Jr.   | McLaren-Renault           | 55     | +1 tur      | 14    |        |
| 15                                                                            | 99  | Antonio Giovinazzi | Alfa Romeo Racing-Ferrari | 55     | +1 tur      | 19    |        |
| 16                                                                            | 63  | George Russell     | Williams-Mercedes         | 54     | +2 tururi   | 17    |        |
| 17                                                                            | 88  | Robert Kubica      | Williams-Mercedes         | 54     | +2 tururi   | 18    |        |
| 18                                                                            | 4   | Lando Norris       | McLaren-Renault           | 50     | Accident    | 15    |        |
| Ab                                                                            | 26  | Daniil Kveat       | Scuderia Toro Rosso-Honda | 41     | Accident    | 11    |        |
| Ab                                                                            | 27  | Nico Hülkenberg    | Renault                   | 16     | Motor       | 8     |        |
| Cel mai rapid tur: Pierre Gasly (Red Bull Racing-Honda) — 1:34,742 (turul 55) |     |                    |                           |        |             |       |        |
| Sursa:                                                                        |     |                    |                           |        |             |       |        |

Note
- ^1 – Include un punct pentru cel mai rapid tur.
- ^2 – Lando Norris a fost inclus în clasament întrucât a parcurs mai mult de 90% din cursă.

## Clasamentele campionatelor după cursă
|        | Poz. | Pilot            | Puncte |
| ------ | ---- | ---------------- | ------ |
| 1      | 1    | Lewis Hamilton   | 68     |
| 1      | 2    | Valtteri Bottas  | 62     |
|        | 3    | Max Verstappen   | 39     |
| 1      | 4    | Sebastian Vettel | 37     |
| 1      | 5    | Charles Leclerc  | 36     |
| Sursa: |      |                  |        |

|        | Poz. | Constructor               | Puncte |
| ------ | ---- | ------------------------- | ------ |
|        | 1    | Mercedes                  | 130    |
|        | 2    | Ferrari                   | 73     |
|        | 3    | Red Bull Racing-Honda     | 52     |
| 3      | 4    | Renault                   | 12     |
| 1      | 5    | Alfa Romeo Racing-Ferrari | 12     |
| Sursa: |      |                           |        |

- Notă: Doar primele cinci locuri sunt prezentate în ambele clasamente.